# Troels Wörsel
Troels Wörsel (født 10. november 1950 i Aarhus, død 12. december 2018 i Köln) var en dansk maler og grafiker.
Han modtog i 1995 Eckersberg Medaillen, i 2002 Carnegie Art Awards förstepris og i 2004 Thorvaldsen Medaillen.

## Reflist
1. ↑  Dødsfald: Troels Wörsel, kunsten.nu